# 總加速師

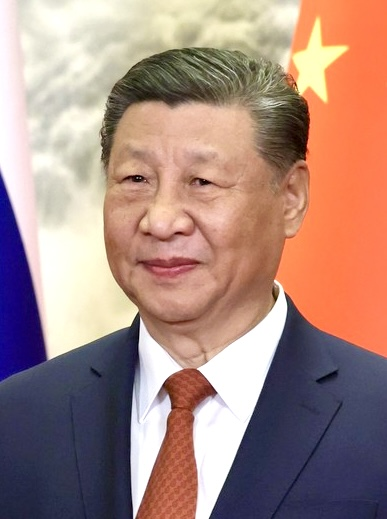
中共中央總書記习近平

總加速師是對中共中央總書記習近平的一個稱謂，暗喻習近平長期執政導致失誤將會「加速」中國共產黨的倒台和中華人民共和國政权运作的崩潰。
2020年始，社交網站Twitter開始出現「#總加速師」的主題標籤，迅速成為網路熱門關鍵字，其對應被稱為「改革開放和現代化建設總設計師」的前最高領導人鄧小平。中国網絡对习近平主张的政策持有两极观点，持不同政见者认为习近平日趨獨裁專制，将引领中国面临崩坏，調侃习近平正在进行“加速”；支持领导者认为习近平政策的內外改變，将加速中国走向强盛，契合键政的“入关學”理论。

## 加速體制倒退
中華人民共和國自由派和西方媒體輿論批評習近平自2012年出任中共中央總書記執政之後，對內加速構建個人極權制度、終結任期制、大搞個人崇拜、加固黨國體制；對外鼓動戰狼外交，並力圖通過构建人类命运共同体以輸出中國共產黨之價值觀，威脅自由世界的安全。 特別是全國人大常委會無視《中英聯合聲明》的承諾，在香港實施《港區國安法》。習近平在新疆興建嚴重侵犯人權的再教育營、在有爭議的南海水域修筑人工島礁、派出軍艦軍機繞行台灣進行針對性的挑釁行為，並且大力宣揚中華民族偉大復興、外國列強帶來百年恥辱以煽動民族主義情緒，引起西方國家的警覺與反制，促成「中國對抗世界」的論調，中美關係亦急速下墜至低谷。
中華人民共和國自由派和泛民主人士為此將「加速」作為談論時政的暗語，表達對高壓審查的不滿和反對意見，形容「習近平的中國正在走向更加封閉和專制，將加速中國走向衰落」。 中國政治異議人士使用「加速主義」表達一部分戲謔的自我安慰，另一部分推行破而後立的概念，認為「如果體制問題已無可救藥，那麼比起反對它或者修補它的漏洞，助推它的自身進程才是加速其滅亡的選擇。」
加速主義者稱習近平為總加速師，批評其政策為開歷史倒車，必將遭到翻車的結果，最終可能導致：中國政治持續走向倒退，進入文革2.0和朝鮮化；中美對抗不斷升級，兩國之間徹底脫鉤，斷絕貿易關係。 而翻車才能達到置之死地而後生之目的，所以要加速這個進程。
研究中国当代政治文化的中山大学哲学博士陈纯认为，“加速主义者将政治前景寄托于某一种没有根据的期待，反而是一种消极的逃避，因为根本无法预测当事物变得更糟后是会转好，还是会变得更糟。”

## 加速中國擴張
中共中央確立習近平作為唯一領導核心的地位，樹立一錘定音、定於一尊的權威，形成以習近平為全黨最高領袖的領導體制，並在2018年成功修憲，終止鄧小平推行的「廢除幹部領導職務終身制」。配合推動維穩、法治、反腐、深化改革、建成小康社会等重心工作；提倡中國智慧、中國道路及中國模式之治國宏觀策略，塑造中國負責擔當及領導之大國實力，推動一帶一路之區域經濟合作戰略，建設以中國為中心的全球港口、鐵路和公路網絡，並計劃加強沿路的基礎設施，促進中國之進出口貿易增長；並且通過習近平新時代中國特色社會主義思想維護個人至上之威望，訂定國家安全、主權統一和領土完整的立法執法政策，實現中國夢之國家復興，帶領中國與美國分庭抗禮，甚至超越美國。
與之呼應的是2019年底中國鍵政興起的「蠻夷論」和「入關論」，以「明朝滅亡，清朝建立」之論述比喻21世紀中美關係和國際關係，認為中國將如女真崛起般跨越山海關，取代美國成為世界超級強國，重新制定世界新秩序。 相對於加速主義者對中共的策略抱持批判態度，習近平的支持者和入關論者對當局的決策抱持擁護態度，因此對同一個決策表示不同的態度，而呈現不同的意義。

## 加速閉關自守
中國華為5G、半導體、新能源汽車、抖音、微信等科技股在海外發展遭遇阻力，而回歸中國國內市場推動內需和內生動力，形成「內循環為主，雙循環發展」之经济策略方案，正向有助於提升國內科技之創新，反之則被解讀是變相倒退之閉關鎖國。

## 政策爛尾減速
習近平親自部署、親自指揮清零政策，實行長期的嚴格封控應對新冠疫情。在2022年11月24日的烏魯木齊火災後，全國各地爆發了「白紙運動」，甚至一度有集會群眾喊出「習近平下台」的口號。最終國務院聯防聯控機制在2022年12月7日公布了「新十條」，結束了持續三年的「動態清零」防疫策略。
習近平親自主導的「房住不炒」政策導致中國房地產行業持續低迷，嚴重拖累中國經濟增長，他在2024年9月召開的中共中央政治局會議上宣布降低存款準備率，實施有力度的降息，促進中國房地產市場止跌回穩，推翻原來的政策。
習近平推行的「雙減政策」嚴重打擊中國私人教育行業，影響中國經濟發展，中國政府在2024年逐步放寬對私人輔導機構的監管，以此增加就業機會減低失業率。

## 軼事
2020年6月，中國境外媒體評論中國外交的戰狼言論、天安門事件31週年紀念活動、中國民運、反送中運動及推行《香港國安法》立法等議題，指出習近平自2014年提出「總體國家安全觀」的概念，並以各種政策來加速「國家安全」的執政體系；日本政治學者倉田徹接受電視訪談時，提到習近平因此在網絡被揶揄為總加速師。
2020年9月26日，新華社發表題為《這條路，我們請你一起加速！》的影片，為貴州的扶貧和旅遊做宣傳，並號召「全民加速」，被網友調侃習近平的「總加速師」稱號獲得官方正式認證。
2020年10月5日，有个YouTube频道上传题为“总加速师是条狗”的影片，及後更改標題為《國家命運和狗》，內容談到清朝慈禧太后愛好養狗，並以養狗之事影響國事的判斷，該段影片被传指暗讽總加速師是大清皇太后包養的狗隻。 事實上是該影片盜取相声演员于谦的收费節目《謙道》第19期的〈真狗頭軍師〉，并擅自更改题目附会热搜，德云社和于谦本人并未就此事件出面回應，而该频道“于谦聊天系列”的影片已經在此事件後全部清空。
2020年11月3日，日本經濟產業研究所上席研究員藤和彦針對中共十九屆五中全會撰述評論，指出中國經濟當下面臨的難題，並且提及網傳「習近平在中國共產黨的危機感」、「習近平最高領導人的地位受到內外批評，黨內的權力鬥爭將變得更加激烈」、「習近平是引導中國崩壞的總加速師」等的流言。
除此之外，王毅、華春瑩、趙立堅、胡錫進等人因發表戰狼式言論，被網民揶揄為「副加速師」。明末農民起義領袖张献忠也因在历史上留下的是一个滥杀无辜的血腥形象，其名号也成为一个互联网俚语，含义接近日语中的「通り魔」，被视作“加速主义”的象征。

## 批評
加速主義概念興起後，中国艺术研究院副研究员、北京市文联2021年度签约评论家孙佳山在環球時報發文號召大家警惕敵對勢力發動的加速主義陰謀。

## 另見
- 戰狼外交
- 加速主義
- 入關學
- 攬炒
- 辱包
- 白紙運動
- 对习近平的争议
- 对习近平的负面称呼
- 习近平崇拜
- 习近平吃包子事件
- 习近平画像泼墨事件

## 註解
1. ↑  「加速主義」一詞與政治社會理論的加速主義並無任何實質關係，「加速」一詞恰如其分傳達出加速主義者的感受，認為體制不再具有改良的可能性，必將遭遇災難和敗亡，與其被溫水煮青蛙，不如讓一切來得更快些。[2]
2. ↑  「入關論」是知乎用戶山高县的一系列言論，其論述與網民曹丰泽的「內卷論」認為中國人均資源嚴重不足，不得不面對同齡人的激烈競爭，為了避免過分內卷化，需要找到競爭不那麼激烈的地方，或者奪取其他國家的蛋糕，具體方法就是「入關」，與戰狼外交之態度相合。[2][14]

## 外部連結
- 習近平為什麼被稱為「總加速師」？世界日報社論
- 中国の「対米ヘイト言論」が暴走中…「戦狼」ナショナリズムの行方（页面存档备份，存于）（日語）
- 総加速師（页面存档备份，存于），新語時事用語辞典（日語）
- 韋乞. . 端传媒. 2020-07-27  [2020-08-29]. （原始内容存档于2021-02-07）.
- 呂月：「總加速師」庚子年的瘋狂（页面存档备份，存于）
- 谢田：总加速师所为 有意还是无意？（页面存档备份，存于）
- 颜纯：习近平“总加速师”雅号非浪得虚名（页面存档备份，存于）
- 余杰：韭菜歡呼 鐮刀顫抖（页面存档备份，存于）